# Южна риба
Южна риба е южно съзвездие, едно от 48-те съзвездия, описани от Птолемей в древността и едно от 88-те съвременни съзвездия, използвани от Международния астрономически съюз. Единствената ярка звезда в него е Фомалхаут.